# مارك جونسون (منتج أفلام)
مارك جونسون (بالإنجليزية: Mark Johnson)‏ (و. 1945 – م) هو منتج أفلام، من الولايات المتحدة الأمريكية، ولد في ماريلاند.

## التعليم
تعلم في جامعة فرجينيا.

## جوائز وترشيحات
حصل على جوائز منها:
- جائزة الأوسكار لأفضل فيلم، عن عمل: رجل المطر.

ترشح لـ:
- جائزة الأوسكار لأفضل فيلم، عن عمل: رجل المطر
- جائزة الأوسكار لأفضل فيلم، عن عمل: بجزي.

## وصلات خارجية
- مارك جونسون على موقع IMDb (الإنجليزية)
- مارك جونسون على موقع الموسوعة البريطانية (الإنجليزية)
- مارك جونسون على موقع ميوزك برينز (الإنجليزية)
- مارك جونسون على موقع بوكس أوفيس موجو (الإنجليزية)
- مارك جونسون على موقع ديسكوغز (الإنجليزية)
- مارك جونسون على موقع قاعدة بيانات الفيلم (الإنجليزية)